# Bernadett Szélová

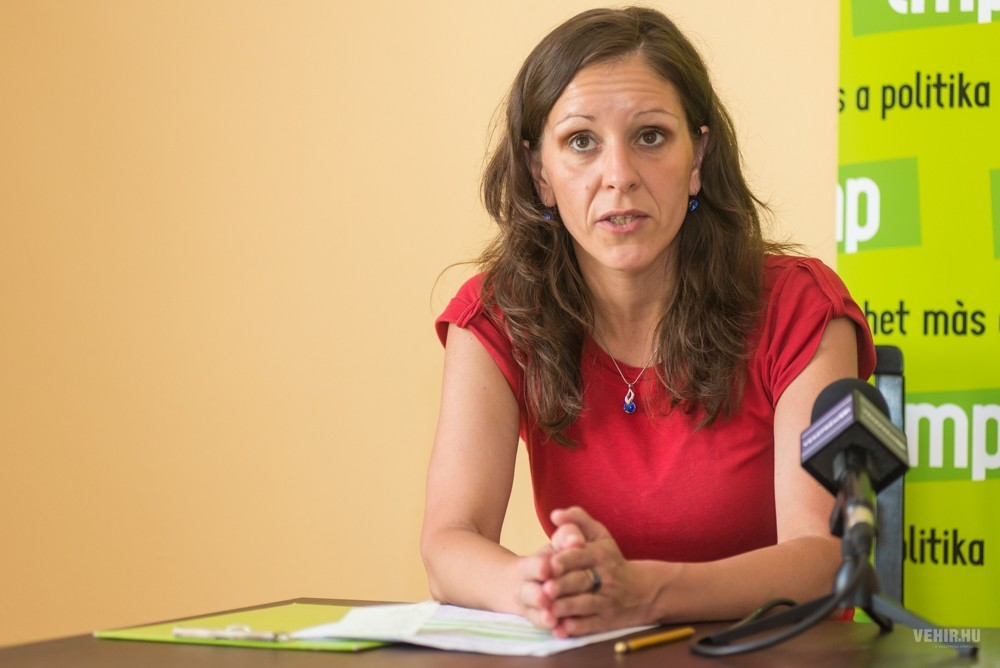
DR. Bernadett Szélová (2015)

Bernadett Szélová rozená Bernadett Nagyová (* 9. březen 1977 Pécs, Maďarsko) je maďarská ekonomička a politička, od února 2012 poslankyně parlamentu za hnutí s názvem Politika může být jiná (LMP), od roku 2013 spolupředsedkyně tohoto hnutí, a také jeho kandidátka na post premiérky v parlamentních volbách 2014 a pro volby 2018.

## Biografie

### Studia
Narodila se 9. března 1977 v jihomaďarském Pécsi a odmaturovala na Zrínyi Miklós Gimnázium ve městě Zalaegerszeg. V roce 2000 absolvovala studia Mezinárodních vztahů (Evropa) a Environmentálního managementu na Budapesti Közgazdaságtudományi Egyetemen (dnes Budapesti Corvinus Egyetem). Doktorský titul získala roku 2011.
V letech 2000 až 2002 pracovala pro společnost Philip Morris. Od roku 2002 byla vědeckou pracovnicí—juniorkou Maďarské akademie věd (MTA). V roce 2006 se stala statističkou a referentkou pro EU v maďarském Centrálním statistickém úřadu (KSZH).

### Politická kariéra
Ještě před vstupem do aktivní politiky působila v humanistickém hnutí. Od roku 2010 je členkou zeleného hnutí s názvem Politika může být jiná. V parlamentních volbách 2010 kandidovala v 10. parlamentním jednomandátovém volebním obvodu župy Pest se sídlem v Pilisvörösvár, mandát však nezískala. V podzimních komunálních volbách téhož roku neúspěšně kandidovala na post starostky města Budakeszi, ze tří kandidátů skončila poslední se ziskem 571 hlasů, tj. 10,89 %.
Mandát poslankyně parlamentu získala jako náhradnice odchodem poslankyně Virág Kaufer v únoru 2012. Na XXIII. kongresu LMP byla s Andrásem Schifferem zvolena spolupředsedkyní hnutí. Stala se kandidátkou LMP na post premiérky v parlamentních volbách 2014, kdy kandidovala jak ve 2. parlamentním jednomandátovém volebním obvodu župy Pest se sídlem v Budakeszi, tak na druhém místě na celostátní kandidátní listině LMP. Hnutí ve volbách získalo 5,49%, a tím 5 poslaneckých mandátů, avšak pouze z celostátní kandidátky (tj. István Ikotity, Róbert Benedek Sallai, András Schiffer, Erzsébet Schmucková a Bernadett Szélová), jelikož žádný kandidát LMP v jednomandátových obvodech neuspěl.
Dne 16. února 2017 se stala předsedkyní parlamentní frakce LMP, v této funkci nahradila Erszébet Smuckovou.
Bernadett Szélová byla pro parlamentní volby 2018 opět kandidátkou LMP na post premiérky.

### Volební výsledky

#### Parlamentní volby 2010 — obvod Pilisvörösvár
| Pořadí         | Jméno                 | Strana         | Počet hlasů | % (p. b.) | Poznámka                |
| -------------- | --------------------- | -------------- | ----------- | --------- | ----------------------- |
| 1.             | Dénes Gulyás          | Fidesz—KDNP    | 27 119      | 56,55     | zvolený poslanec        |
| 2.             | Szabolcs Sass         | MSZP           | 8 739       | 18,22     |                         |
| 3.             | Bernadett Szélová     | LMP            | 6 559       | 13,68     |                         |
| 4.             | Balázs Péter Lenhardt | Jobbik         | 5 537       | 11,55     |                         |
| neplatné hlasy | neplatné hlasy        | neplatné hlasy | 379         | 0,78      |                         |
| CELKEM:        | CELKEM:               | CELKEM:        | 48 361      | 100       | VOLEBNÍ ÚČAST: 72,75 %. |

#### Komunální volby 2010 — starosta Budakeszi
| Pořadí         | Jméno                      | Strana         | Počet hlasů | % (p. b.) | Poznámka                |
| -------------- | -------------------------- | -------------- | ----------- | --------- | ----------------------- |
| 1.             | Ottilia Csutoráné Győriová | Fidesz—KDNP    | 2 717       | 51,80     | zvolená starostka       |
| 2.             | Tibor Károly Menczinger    | nestraník      | 1 957       | 37,31     |                         |
| 3.             | Bernadett Szélová          | LMP            | 571         | 10,89     |                         |
| neplatné hlasy | neplatné hlasy             | neplatné hlasy | 123         | 2,29      |                         |
| CELKEM:        | CELKEM:                    | CELKEM:        | 5 373       | 100       | VOLEBNÍ ÚČAST: 48,25 %. |

#### Parlamentní volby 2014 — obvod Budakeszi
| Pořadí                       | Jméno                            | Strana                       | Počet hlasů | % (p. b.) | Poznámka                |
| ---------------------------- | -------------------------------- | ---------------------------- | ----------- | --------- | ----------------------- |
| 1.                           | Zsolt Csenger-Zalán              | Fidesz—KDNP                  | 28 327      | 46,54     | zvolený poslanec        |
| 2.                           | Timea Nóra Szabóné Müllerová     | Összefogás                   | 16 290      | 26,76     |                         |
| 3.                           | Tímea Annamária Császárné Kollár | Jobbik                       | 6 827       | 11,22     |                         |
| 4.                           | Bernadett Szélová                | LMP                          | 6 607       | 10,86     |                         |
| 5.                           | László Keller                    | nestraník                    | 1 469       | 2,41      |                         |
| ostatní kandidáti (6. — 10.) | ostatní kandidáti (6. — 10.)     | ostatní kandidáti (6. — 10.) | 1 344       | 2,21      |                         |
| neplatné hlasy               | neplatné hlasy                   | neplatné hlasy               | 565         | 0,92      |                         |
| CELKEM:                      | CELKEM:                          | CELKEM:                      | 61 537      | 100       | VOLEBNÍ ÚČAST: 71,11 %. |

## Soukromý život
Hovoří plynně anglicky, maďarsky a německy. Je vdaná a má dvě dcery. S rodinou žije ve městě Budakeszi v aglomeraci hlavního města Budapešti.